# Даулетбеков, Азамат Нурбекулы
Азамат Нурбекулы Даулетбеков (каз. Азамат Нұрбекұлы Дәулетбеков; род. 15 марта 1994) — казахстанский борец вольного стиля, призёр Чемпионатов мира 2022 и 2023 годов, 3-кратный чемпион Азии (2022-2023-2024), 6-кратный чемпион Казахстана (2015, 2016, 2017, 2020, 2021, 2023).

## Биография
Родился в 1994 году в Семее. В 2015 году стал обладателем Кубка президента Казахстана.
В 2017 году стал серебряным призёром чемпионата Азии. В 2018 году завоевал бронзовую медаль чемпионата Азии.
В 2022 году стал чемпионом на чемпионате Азии по борьбе в Улан-Баторе.
На  чемпионате мира по борьбе 2022 в Белграде, Сербия, стал бронзовым призёром.
14 апреля 2023 года в финале Чемпионата Азии выиграл иранского борца Алирезу Карими и стал двукратным Чемпионом Азии.
18 сентября 2023 года завоевал бронзовую медаль чемпионата мира в Белграде и стал двукратным призёром мирового первенства.
12 апреля 2024 года выиграл третье в карьере золото чемпионата Азии.